# Melonarji
Melonarji (znanstveno ime Melocactus) so rod kaktusovk, ki obsega približno 24 vrst in 10 heterotipskih podvrst. Rasejo v srednji in južni Ameriki. Urejeni so v 6 skupin, glede na obliko plodu, semena in bodic.

## Razširjenost
Osemnajst vrst (16 endemično) raste v vzhodni in Amazonski Braziliji, tri v gvajanskem, venezuelskem in kolumbijskem llanosu. Štiri vrste so endemične v centralnih in severnih Andih. Le ena polimorfna vrsta M. curvispinus je najdena v centralni Ameriki, vključno z Mehiko in se širi jugovzhodno v severno Kolumbijo, severno Venezuelo in Kubo. Sedem vrst raste na karibskih otokih.

## Razmnoževanje
V naravi se melonarji razmnožujejo izključno s semenom, njihova telesa pa so večinoma nerazraščena. Cvetovi melonarjev so v sorazmerju z večino ostalih kaktusov majhni, velikosti 15-43 x 4-25 mm. Dve tretjini cveta je skrito v cefaliju, ki ščiti ovarij, dolgi nektarij, večino cvetnega vratu in kasneje večino plodu. Pri nekaterih vrstah je cel cvet skrit v cefalij, ima enostavno obliko valja in se odpira na površini cefalija. Skupina M. curvispinus ima cvetove, katerih vrat štrli daleč ven iz cefalija. Cvetni popki so normalno vidni 24 ur pred razvitjem prašnice. Rožnati ali rdeči venčni listi se hitro razvijajo, tako da je malo časa za poškodovanje cvetne vsebine zaradi žuželk, preden pride do oploditve. Prašnica je kratka; tipično za popoldanske in večerne cvetove, ki se zapirajo pozno zvečer. M. curvispinus odpira cvetove okoli enajste in zapira ob mraku, medtem ko se M. andinus odpira dopoldne in se zapre popoldne. V kulturi prihaja seveda do drugačnih cvetnih časov.
Glede na obliko semen je melonarjem zelo blizu rod Buiningia (buiningija).
Čeprav vse kaže, da so melonarji samoplodni, so po obliki in funcionalnosti cveta prirejeni za navzkrižno plojenje. Melonarje v naravi oplojujejo kolibriji, ki kljub majhnosti cvetov le-te zlahka poiščejo. Kljub temu večjih križanj ti ptiči ne morejo narediti, ker je njihov areal majhen in se pokriva le z nekaj vrstami melonarjev. Temu sledi precejšna izoliranost posameznih vrst, zato ne prihaja do mešanja vrst. Čeprav je oplojevanje melonarjev prirejeno le za ptiče, se pojavljajo tudi drugi oplojevalci, kot npr. manjše čebele, ki oplojujejo tudi Coleocephalocereus (subg. Buiningia) purpureus. V enaki meri so oplojevalci tudi metulji, ki s svojim rilcem zabadajo v cefalij tudi tja, kjer cvetovi še niso vidni. Redko so bili opazovani celo kuščarji in mravlje pri oplojevanju.
Razen pri skupini M. curvispinus so brazde pestiča obkrožene z prašniki in do samooploditve pride brez težav. Pionirska rastlina lahko s samoploditvijo zaseje cele kolonije rastlin. M. azureus in M. glaucescens se tudi v kulturi ne pokažeta kot samoplodna, posledica tujeplodnosti pa je majhno področje razširjenosti. Na enem področju pa običajno raste le nekaj različnih vrst, ki se le redko pomešajo in skrižajo med seboj. Posebno bogat z raznimi vrstami in križanci je le Morro do Chapeu v Bahii. Prav verjetno je, da so nekatere vrste nekompatibilne z drugimi in tako ostanejo meje populacij ostre.
Za razširjanje vrst je zelo pomemben način širjenja semena. Melonarji imajo učinkovit način širjenja semena, saj so zreli plodovi rdeče, rožnate ali magenta barve, ko jagode dozorijo, pa jih rastlina dobesedno izrine in izvrže iz cefalija, kjer postanejo dosegljivi raznim raznašalcem. Pobirajo jih ptiči, razni ščipalci in predvsem kolibriji, ki jedo plodove in z iztrebki raznašajo seme daleč naokoli. Poškodovani plodovi so jed mravljam. V kulturi se dogaja, da seme vzkali v pregretem plodu v poletni vročini; seme melonarjev v splošnem vzkali šele po vroči vlažni stratifikaciji. Le pet vrst iz vzhodne Brazilije imajo manj vidne bele ali bledorožnate plodove, ki se skrijejo v beli volni cefalija, kot npr. M. azureus. Razširjevalci semena teh vrst niso znani, glede na tip rastišč pa je verjetno voda in prebivalci peščenih obrečnih tal. Vseeno pa je izmed kaktusov splošno rod melonarjev eden od najbolj razširjenih rodov, saj je razširjen od zahodne Mehike, Peruja, Karibov, najbolj koncentriran pa je v Braziliji.

## Uporaba
Na Kanarskih otokih, v južni Kaliforniji in tudi drugje so melonarji gojeni v komercialne namene za okrasne rastline. Velike količine so nelegalno prinešene tudi iz divjine, vendar se ropanje narave zaradi CITES-a počasi zmanjšuje. Izvažanje rastlin v vrtnarske namene je ogrozilo obstoj več vrst, med katerimi je najvidnejši M. conoideus. Melonarji v Braziliji in Mehiki se uporabljajo za izdelavo bombonov. V Braziliji uporabljajo obalne populacije M. curvispinus, kjer tone sočnega tkiva kuhajo in koncentrirajo v sladkorno maso in jo vmešavajo v bombone, kjer kaktus služi bolj za nosilec arome. Na severu Brazilije, v državi Ceara, uporabljajo obrezane M. zehntneri za prehrano živali. Čisto mogoče je, da je že kakšna populacija iztrebljena prav na tak način, pa tudi zaradi širjenja prebivalstva. V nekaterih državah, npr. Pernambuco, uporabljajo melonarje za dekoracijo parkov v mestih, kjer je posajenih stotine melonarjev skupaj. Tudi v Bahii ulični prodajalci ponujajo v bližini nabrane M. oreas, češ da se uporabljajo v medicinske namene.

## Zgodovina odkrivanja in opisovanja vrst
Rod Melocactus sta leta 1827 opisala Link in Otto in vanj uvrstila štiri vrste. M. communis (Aiton) Link & Otto, (vključeval je Cactus melocactus Linnaeus 1753), je bila zmes treh vrst: M. intortus (Mill.) Urban, M. caroli-linnaei N.P.Taylor (C. melocactus) in M. curvispinus Pfeiffer. Druga in tretja vrsta, M. macracanthos (Salm-Dyck) Link & Otto in M. pyramidalis (Salm-Dyck) Link & Otto, sta bili dolgo upoštevana kot sinonima. Le M. macracanthos je bil sprejeto ime. Četrta vrsta M. besleri Link & Otto (nom.illeg.) je bil mešanica popolnoma raznovrstnih vrst: Discocactus placentiformis (Lehm.) K.Schumann in M. curvispinus Pfeiffer (sicer Cactus melocactus Besler, Hort. eystett. 1613). 
Prvo monografsko študijo je naredil Miquel leta 1840. Opisal je 34 vrst, toda večina teh vrst je bila dotlej označena kot sinonimi variabilnega M. macracanthos in zelo razširjenega M. intortus. Tretja Miquelova vrsta, endemična na karibih, je bila M. lemairei (Monv. ex Lem.) Miq. ex Lem. Pet let pred Miquelovim delom je bil opisan prvi brazilski M. violaceus Pfeiff er, Miquel pa je dodal drugega, M. oreas Miq. Vseh ostalih 25 vrst je smatranih za sinonime.
Po tem Miquelovem delu se v 19 stoletju ni zgodilo nič novega. Leta 1922 sta Britton in Rose premestila med melonarje 3 nove vrste: M. broadwayi (Br & R) A. Berger (jugovzhodna verzija M. intortus), M. bahiensis (Br & R) Luetzelb. in M. zehntneri (Br & R) Luetzelb. Opisane so bile tudi 4 nove vrste: M. neryi K.Schumann, M. ernestii Vaupel, M. peruvianus Vaupel in M. harlowii (Br & R) Vaupel. Torej je bilo v času Brittona in Rosea opisanih 14 sprejemljivih vrst. 
Po letu 1922 so bile opisane še druge vrste, predvsem po sledeh amaterskih in trgovskih raziskovanj po južni Ameriki. Mnogo sinonimov je nastalo, posebno po opisih Buininga, vendar je 10 vrst preneslo kritiko in se sedaj uvršča v rod Melocactus. Buining ni nikoli poskušal natančno klasificirati novosti, ki jih je sicer natančno opisal. To so storili drugi. Taylor je l. 1980 uredil vzhodnobrazilske vrste in jih uredil v tri skupine, Rizzini je dve leti kasneje naredil natančno študijo vzhodnobrazilskih vrst, vendar večino rastlin, ki so v njegovem herbariju, po njegovih lokacijskih kartah niso ponovno najdene. Precej novosti je opisal P. J. Braun, ki je izdal tudi ureditveno listo južnoameriških melonarjev. 
Melonarje danes štejejo v red Cereae, glede na primarno cereoidno obliko in gole cvetove. Teme se običajno ne cepi, razen če je poškodovan, in prerašča pri starejših rastlinah v neklorofilni, ščetinast in volnat cefalij, ki z leti raste, producira cvetje in plodove. Celotna rastlina se dolga leta prehranjuje z dolgoživim zelenim tkivom, zraslim v juvenilni fazi, ki se ne obnavlja. Mnogi avtorji poudarjajo sorodnost z rodom Coleocephalocereus glede na sestavo cvetja in obliko semena, čeprav je več podobnih rastlin s cefalijem prisotnih na istih področjih. Skupna podobnost je tudi rast kavljastih bodic pri nekaterih mladih rastlinah melonarjev (npr. M. zehntneri) in pri rodu Coleocephalocereus (qoebelianus).